# Spokane (Washington)
Spokane is een stad in de Amerikaanse staat Washington en telt 213.272 inwoners (03-06-2016). Het is hiermee na Seattle de grootste stad in de staat en de 101e stad in de Verenigde Staten (2015). De oppervlakte bedraagt 149,6 km², waarmee het de 116e stad is.

## Geschiedenis
David Thompson bracht het gebied in kaart en onder zijn leiding werd in 1810 ten noordwesten van de huidige stad het Spokane House opgericht, een factorij waar in huiden werd gehandeld. De Spokane zijn een Indianenstam in deze regio. In 1871 werd de nederzetting Spokan Falls gesticht, die in 1881 officieel een stad werd.

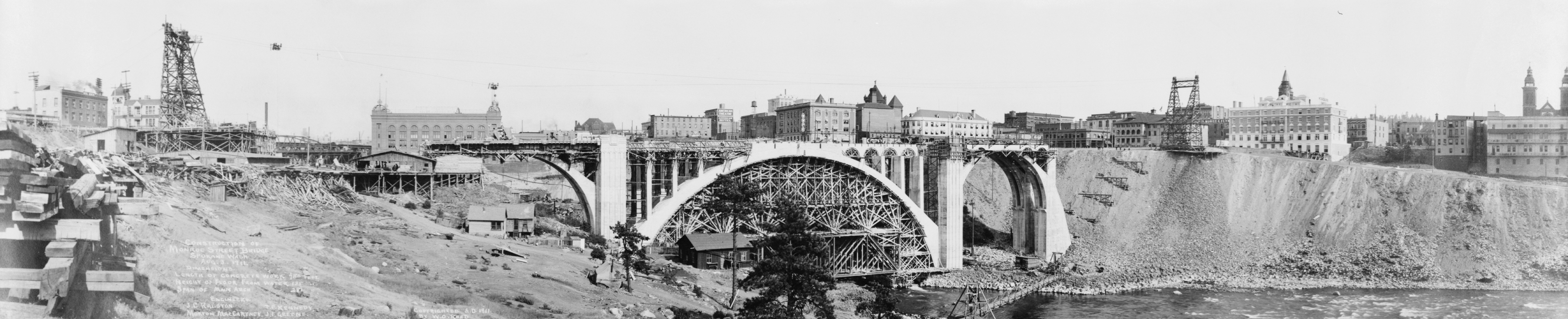
De bouw van de Monroe Street Bridge in Spokane in 1911

De voltooiing van de Northern Pacific Railway rond die tijd maakte een explosieve groei mogelijk, van 1000 inwoners in 1881 naar 37.000 in 1900, ondanks een verwoestende brand in 1889. De lokale economie was altijd sterk gebaseerd op land- en mijnbouw en de fluctuerende vraag zorgde voor sterke wisselingen in de economische groei.

## Demografie
De bevolking bestaat voor 33,9% uit eenpersoonshuishoudens. 14% van de bevolking is ouder dan 65 jaar. De werkloosheid bedraagt 6,3% (cijfers volkstelling 2000).
Ongeveer 3% van de bevolking van Spokane bestaat uit hispanics en latino's, 2,1% is van Afrikaanse oorsprong en 2,2% van Aziatische oorsprong.
Het aantal inwoners steeg van 178.120 in 1990 naar 195.629 in 2000.

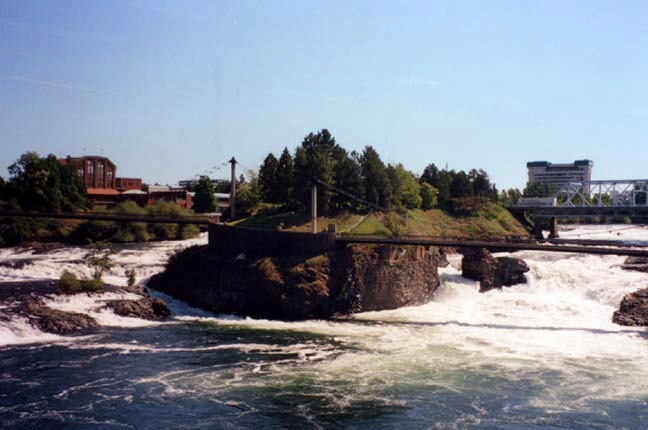
Spokane Falls in hartje Spokane

## Geografie
Spokane ligt aan de rivier de Spokane, die midden door de stad stroomt, onder meer over de watervallen van Spokane Falls.

## Klimaat
Vanwege zijn ligging tussen de Cascade Range in het westen en de Rocky Mountains in het oosten heeft Spokane een relatief droog klimaat (Dsb volgens Köppen).
In januari is de gemiddelde temperatuur -2,7 °C, in juli is dat 20,4 °C. Jaarlijks valt er gemiddeld 418,8 mm neerslag (gegevens op basis van de meetperiode 1961-1990).

## Economie
Aanvankelijk waren vooral land- en mijnbouw belangrijk in Spokane. Deze spelen nog steeds een grote rol, maar de lokale economie is nu diverser geworden. Er wordt elektriciteit opgewekt middels waterkracht, wat veel bedrijven aantrekt.

## Onderwijs
In Spokane zijn vier universiteiten gevestigd: 2 openbare (Washington State University en Eastern Washington University) en 2 private (Gonzaga University en Whitworth University).
Voordat de studenten naar de universiteit kunnen gaan, volgen de meesten een opleiding op de Spokane Public Schools (SPS), een systeem van elementary schools, middle schools en high schools met bijna 29.000 leerlingen. SPS is het grootste openbareschoolsysteem in het oosten van Washington en het op een na grootste van de gehele staat. Het omvat 34 elementary schools, 6 middle schools en 7 high schools. Verder zijn er 5 special schools.

## Partnersteden
- Limerick (Ierland), sinds 1990

## Plaatsen in de nabije omgeving
De onderstaande figuur toont nabijgelegen plaatsen in een straal van 12 km rond Spokane.

## Geboren
- Charles Martin Jones (1912-2002), tekenfilmregisseur
- Susan Peters (1921-1952), actrice
- Craig T. Nelson (1944), acteur
- Michael Clarke (1946-1993), drummer
- Ryan Crocker (1949), diplomaat
- Michael Winslow (1958), acteur
- John Stockton (1962), basketballer
- Jess Walter (1965), schrijver
- Trevor St. John (1971), acteur
- Anne McClain (1979), astronaute
- Ryan Lewis (1988), muziekproducent
- Sydney Sweeney (1997), actrice

## Vervoer
Spokane wordt bediend door Amtrak. De Empire Builder (trein Seattle - Chicago) bedient de stad dagelijks. De stad beschikt ook over een eigen luchthaven "Spokane international airport" met voornamelijk binnenlandse vluchten. 